# デンマーク国歌による祝典序曲
『デンマーク国歌による祝典序曲』（デンマークこっかによるしゅくてんじょきょく、仏: Ouverture solennelle sur l'hymne national danois、露: Торжественная увертюра на Датский гимн）作品15は、ピョートル・チャイコフスキーがモスクワ音楽院に着任した後の1866年に、院長ニコライ・ルビンシテインの依頼によって作曲した管弦楽曲。
ロシア皇太子アレクサンドル（のちの皇帝アレクサンドル3世）とデンマーク王女ダウマー（のちの皇后マリア・フョードロヴナ）の成婚を記念して、両者のモスクワ来訪の歓迎式典で演奏すべき機会音楽として作曲され、同年2月10日にルビンシテインの指揮で初演された。ロシア帝国国歌「神よツァーリを護り給え」が引用されていることから、『戴冠式祝典行進曲』や荘厳大序曲『1812年』の姉妹作とみなされている。ただしチャイコフスキー本人は、最晩年になっても本作が「非常に効果的な作品で、《1812年》より遙かに優れた楽曲」であると述懐した。実際、1892年に改訂されている。作曲直後には、4手連弾用に編曲も残している。
チャイコフスキーは、ただ1度しか演奏されないことを全く承知の上で、たびたび実用向けの委嘱作品に取り組み、揺るぎない職人気質を発揮した。本作もその例外ではない。チャイコフスキーは、デンマーク国歌だけでなく、2人の貴賓の和合を象徴するためにロシア国歌の旋律をも挿入すると妙案になるだろうと考えたが、この無邪気な思い付きは作品の評価を落とし、公的な演奏から外される事態を招いた。
現存する当時の記事によれば、「本邦の有能な新進作曲家が、さる理由からロシア国歌を短調で示してみようと思い立ち、この名高い旋律の性格をすっかり一変させてしまった。」また、同記事によるとチャイコフスキーは、いずれにせよその努力に対する皇族からの感謝の返礼として、黄金のカフスボタンを贈られたという。
ソ連時代に編纂されたチャイコフスキー全集では、他の祝典作品同様にロシア帝国国歌の引用部分が改竄されている（削除するのではなく、音を大部分残してリズムを変更し、国歌だと分からなくした）が、音楽学者の抵抗の証なのか、脚注と補遺には本来の国歌の旋律が載せられている。

## 編成
ピッコロ、フルート2、オーボエ2、A管クラリネット2、ファゴット2、F管ホルン4、トランペット2（E♭管、D管）、トロンボーン3、チューバ、ティンパニ、トライアングル、スネアドラム、シンバル、バスドラム、弦五部

## 構成
ニ長調、4分の4拍子。序奏（アンダンテ・ノン・トロッポ）でデンマーク国歌が引用され、主部（アレグロ・ヴィーヴォ）でデンマーク国歌とロシア帝国国歌が展開される。最後にデンマーク国歌が通して演奏され、クライマックスとなる。